# 1911年中華民國臨時大總統選舉
1911年中華民國臨時大總統選舉為中華民國臨時政府舉行的第1任臨時大總統選舉。結果由孫中山以16票當選臨時大總統，黎元洪以17票當選臨時副總統。孫文於1912年1月1日在南京就職，並宣佈中華民國正式成立。而黎元洪則於1月8日在武昌就職。

## 背景
1911年12月，各省都督府代表联合会移湖北會議，組織臨時政府。南京光復後，各省代表於12月14日在南京開會。12月15日，浙江代表陳毅報告袁世凱贊成共和，於是各省代決定暫緩選舉臨時大總統。並承認日前在上海所奉之大元帥、副元帥，並將「組織大綱」增加1條「臨時大總統未舉定以前，其職權由大元帥暫任之」，虛位以待袁世凱。
12月4日，當各自代表赴武昌時，留上海代表忽然選舉大元帥副元帥。選舉結果，黃興得16票，當選大元帥，黎元洪得15票，當選副元帥。在武昌的各省代表得知消息後，表示不予承認，並由黎元洪電上海撤銷。後來因時勢要求，復予承認。但當時駐南京代表的蘇浙兩軍，屬意黎元洪為大元帥，於是各省代表在12月16日，有大元帥副元帥倒置的建議。12月17日，黃興力辭大元帥之職，並推舉黎元洪為大元帥，而各代表公決，黎元洪為大元帥。直到12月23日，黎元洪說受大元帥名義，並委任副元帥代行職務，使各代表不知所措。而孫文於12月25日抵上海，並將大元帥、副元帥之問題懸而不議，決定於12月29日開選舉臨時大總統會。

## 選舉情況

### 臨時大總統、副總統選舉
12月28日，在南京召開臨時大總統選舉預備會。12月29日，各省代表在南京召開選舉臨時大總統會。臨時大總統根據《中華民國臨時政府組織大綱》第一條：「臨時大總統，由各省都督代表選舉之；以得票滿總數三分之二以上者為當選。代表投票權，每省以一票為限。」選出。參加選舉的有直隸、奉天、山東、山西、河南、陝西、湖北、湖南、江西、安徽、江蘇、浙江、福建、廣東、廣西、雲南、四川等十七省代表四十三人。大总统候选人为孙中山、黎元洪、黄兴。孫中山獲得十七張有效票中的十六票（湖南代表譚人鳳投給同鄉黃興，一说浙江省代表所投），當選為中華民國第1任臨時大總統。
选举临时大总统的43名代表名单如下：
- 奉天代表：吴景濂
- 直隶代表：谷钟秀、张铭勋
- 河南代表：李槃
- 山东代表：谢鸿焘
- 山西代表：景耀月、李素、刘懋赏
- 陕西代表：张蔚森、马步云
- 江苏代表：袁希洛、陈陶遗
- 安徽代表：许冠尧、王竹怀、赵斌
- 江西代表：林子超、赵仕北、王有兰、俞应麓、汤漪
- 浙江代表：汤尔和、黄群、陈时夏、屈映光、陈毅
- 广东代表：王宠惠、邓宪甫
- 广西代表：马君武、章勤士
- 湖南代表：谭人凤、邹代藩、廖名缙
- 湖北代表：马伯援、王正廷、杨时杰、居正、胡瑛
- 福建代表：潘祖彝
- 四川代表：萧湘、周代本
- 云南代表：吕志伊、张一鹏、段宇清

1912年1月3日，各省代表會舉選舉臨時副總統大會。出席代表34人，有被選舉資格者，為黎元洪、黃興。結果，選舉票17張，黎元洪得全票，當選中華民國第1任臨時副總統。

## 得票情形
| 政黨 | 政黨       | 候選人 | 票數 | 百分比  |
| ---- | ---------- | ------ | ---- | ------- |
|      | 中國同盟會 | 孫文   | 16票 | 94.11%  |
|      | 中國同盟會 | 黃興   | 1票  | 5.88%   |
|      | 共進會     | 黎元洪 | 0票  | 0%      |
| 總計 | 總計       | 總計   | 17票 | 100.00% |

## 臨時副總統選舉
| 政黨 | 政黨       | 候選人 | 票數 | 百分比  |
| ---- | ---------- | ------ | ---- | ------- |
|      | 共進會     | 黎元洪 | 17票 | 100%    |
|      | 中國同盟會 | 黃興   | 0票  | 0%      |
| 總計 | 總計       | 總計   | 17票 | 100.00% |